# Maksim Zinowjew
Maksim Jurjewicz Zinowjew (ros. Максим Юрьевич Зиновьев, ur. 15 lipca 1980 w Lipiecku) – rosyjski piłkarz występujący na pozycji obrońcy, trener piłkarski.

## Kariera klubowa
Grę w piłkę nożną rozpoczął w wieku 6 lat w szkółce Mietałłurga Lipieck z rodzinnego miasta Lipieck. W 1998 roku rozpoczął karierę na poziomie seniorskim w FK Chimki, z którym występował przez jeden sezon na poziomie Wtoroj Diwizionu. Przez dwa kolejne lata grał w LFL jako piłkarz zespołu rezerw Torpedo-ZIŁ Moskwa oraz Witiazia Podolsk, z którym uzyskał w sezonie 2000 awans do Wtoroj Diwizionu. W pierwszej połowie 2001 roku pozostawał bez klubu.
W lipcu 2001 roku rozpoczął treningi z GKS Bełchatów (II liga). Jako zawodnik testowany wystąpił w meczu Pucharu Ligi 2001/02 przeciwko Ruchowi Radzionków, zakończonym porażką 1:2. Ostatecznie sztab szkoleniowy nie zdecydował się podpisać z nim kontraktu. Miesiąc później został graczem Śląska Wrocław prowadzonego przez Mariana Putyrę. 12 sierpnia 2001 zadebiutował w I lidze w przegranym 1:2 spotkaniu z Amicą Wronki. Ogółem zaliczył w barwach Śląska 4 ligowe mecze oraz 1 występ w Pucharze Ligi. Po zakończeniu rundy jesiennej sezonu 2001/02 odszedł z klubu. W latach 2002–2005 był zawodnikiem Mietałłurga Lipieck, z którym rywalizował na poziomie Pierwego Diwizionu i Wtoroj Diwizionu. W sezonie 2004 był wypożyczony do Gazowika-Gazprom Iżewsk, z którym zaliczył spadek z Pierwego Diwizionu.
Latem 2005 roku podpisał umowę z Tarpiedą Żodzino, dla której rozegrał 8 spotkań w Wyszejszajej Lidze. Na początku 2006 roku powrócił do Rosji i kontynuował karierę w pierwszoligowych klubach Dinamo Machaczkała, Bałtika Kaliningrad oraz Wołga Uljanowsk. Od lutego 2009 roku występował on w FK Chimki, gdzie podpisał roczny kontrakt. 10 kwietnia 2009 zadebiutował w Priemjer-Lidze w przegranym 0:3 spotkaniu przeciwko Kryljom Sowietow Samara. W sezonie 2009 zanotował łącznie 22 ligowych meczów i zdobył 1 bramkę, a jego zespół zajął ostatnią lokatę w tabeli i spadł z rosyjskiej ekstraklasy. Od 2010 roku grał na poziomie Pierwego Diwizionu jako piłkarz Łucz-Eniergii Władywostok, Fakiełu Woroneż oraz Torpedo Moskwa. Od sezonu 2012/13 do momentu zakończenia kariery zawodniczej w 2015 roku występował we Wtoroj Diwizionie w barwach FSK Dołgoprudnyj, Maszuka-KMW Piatigorsk, FK Chimki oraz FK Domodiewo.

## Kariera trenerska
Jesienią 2015 roku rozpoczął pracę jako trener drużyny rezerw Rossijanki Krasnoarmiejsk. Na początku 2016 roku został mianowany szkoleniowcem reaktywowanego CSKA Moskwa. W sierpniu tego samego roku powrócił do Rossijanki Krasnoarmiejsk, z którą w sezonie 2016 wywalczył mistrzostwo Rosji. Od 2017 roku pracuje w sztabie szkoleniowym CSKA Moskwa. W sezonie 2017 zdobył z tym zespołem Puchar Rosji. W latach 2018–2019 był asystentem Aleksandra Grigoriana. Od III kolejki sezonu 2019 pracuje jako pierwszy trener klubu, z którym na zakończenie rozgrywek zdobył tytuł mistrzowski.

## Życie prywatne
Ukończył Państwowy Uniwersytet Pedagogiczny w Lipiecku. Żonaty z ukraińską piłkarką Tetianą Czorną, z którą ma syna Makara (ur. 2009) i córkę Marię (ur. 2013).

## Sukcesy
Rossijanka Krasnoarmiejsk
- mistrzostwo Rosji: 2016

CSKA Moskwa
- mistrzostwo Rosji: 2019
- Puchar Rosji: 2017